# Lenore the Cute Little Dead Girl

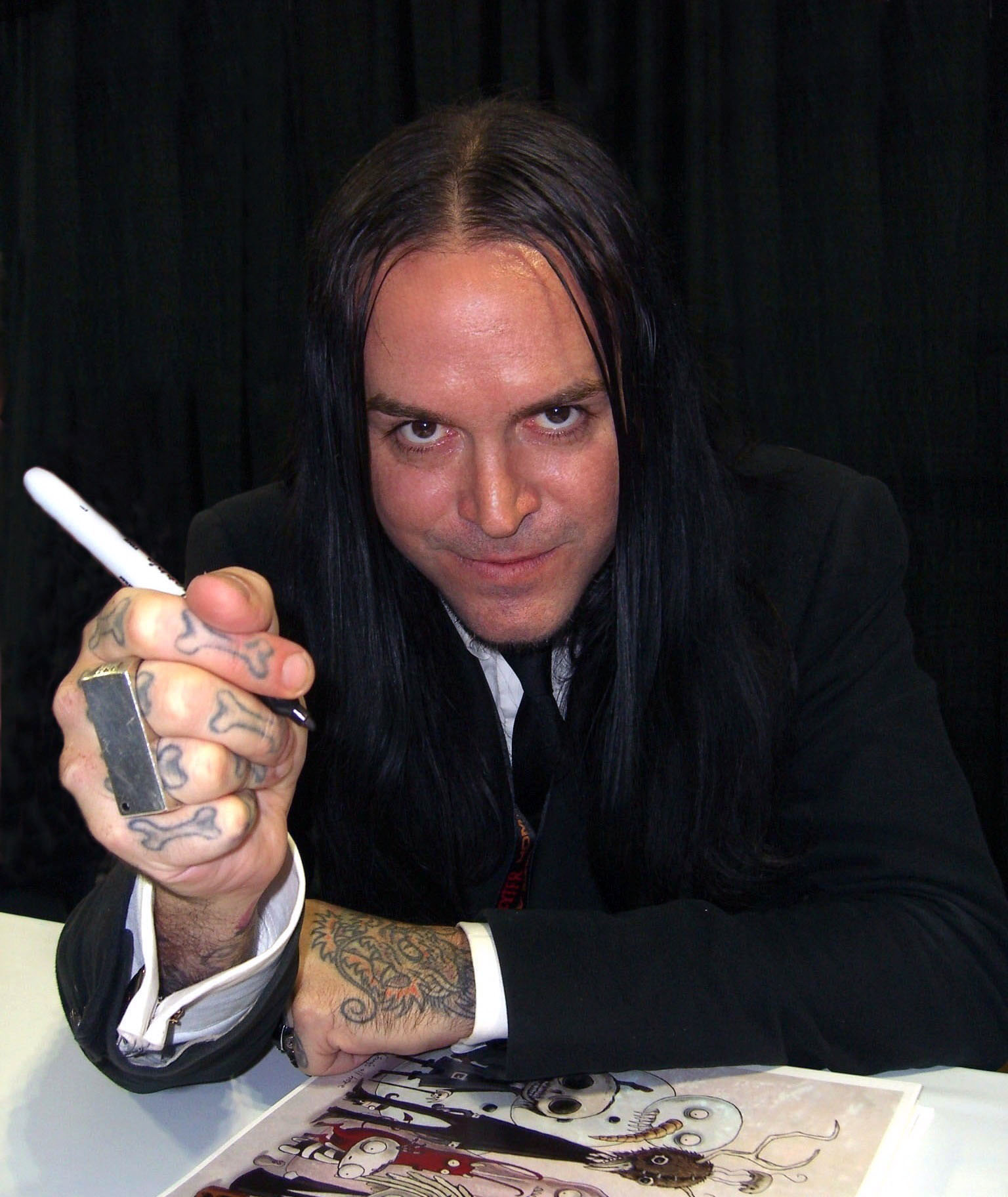
Roman Dirge, l'auteur du comics "Lenore, thé Cute Little Dead Girl", à la New York Comics Con 2011.

Lenore, the Cute Little Dead Girl, est le personnage éponyme d'un comics créé par Roman Dirge. Il est édité aux États-Unis chez Slave Labor Graphics depuis 1999. Trois recueils sont parus outre-atlantique, deux en France, aux éditions Semic.

## Naissance de Lenore
L'auteur, Roman Dirge, prestidigitateur et dessinateur, décide en 1992 de lancer un magazine de dessin publiant des artistes alternatifs de la région de San Diego. Le magazine est ironiquement intitulé Xenophobe. Dès le premier numéro, les six dernières pages restent à combler ; Roman Dirge invente en hâte le personnage de Lenore, très librement inspiré d'un poème d'Edgar Allan Poe. Si le magazine Xenophobe s'arrête au bout de six numéros, Lenore prend place dans une autre publication, le Black Market Magazine, et devient très vite la série favorite des lecteurs. Fort de ce succès, l'auteur part en quête d'un éditeur. Il entre en contact avec Dan Vado, de Slave Labor Graphics. Encouragé par des personnes de renom telles que Tim Burton ou Jhonen Vasquez, auteur de comics, Roman Dirge peaufine les histoires de Lenore. Le premier tome paraît en juillet 1999.

## L'histoire
Ce comics narre les aventures de Lenore, une fillette morte-vivante de dix ans, et de ses amis. Si l'auteur s'est inspiré d'un poème d'Edgar Allan Poe pour créer son personnage, il n'en a retenu que le nom, Lenore, et le fait qu'elle soit morte jeune. Néanmoins, on trouve un passage du poème en exergue du premier tome :
« (...) weep now or nevermore !

See ! on yon drear and rigid bier low lies thy love, Lenore !

Come ! let the burialrite be read - the funeral song be sung !

An anthem for the queenliest dead that ever died so young

A dirge for her the doubly dead in that she died so young »

« (...) pleure maintenant ou jamais plus !

Vois ! Sur cette morne et rigide bière gît ton amour, Lenore !

Allons ! Que l'office mortuaire se lise, le chant funèbre se chante !

Une antienne pour la morte la plus royale qui jamais soit morte si jeune,

Une psalmodie pour elle, morte deux fois parce qu'elle est  morte si jeune ! »

— Edgar Allan Poe, Lenore, 1831
C'est de ce poème que l'auteur tient son pseudonyme.
Le comics, quant à lui, rassemble de courtes histoires sur Lenore et ses amis. Reprenant des thèmes de l'enfance, Roman Dirge les teinte d'humour noir. Ainsi, il revisite les chants, jeux, mythes et icônes qui peuplent le monde de l'enfance. Le tout devient macabre, glauque mais drôle. C'est ainsi que la petite fille morte tue par accident le Lapin de Pâques. Si les actions de Lenore se terminent toujours de manière tragique, il est évident que le personnage n'a pas conscience d'avoir mal agi. Ce décalage donne un côté burlesque à l'histoire. 
De plus, le comics se dote ici et là d'anecdotes concernant l'auteur. Dans ces planches intitulées, Les choses qui me concernent, Roman Dirge se met en scène à travers des évènements cocasses qui lui sont arrivés.
Enfin, des personnages récurrents forment le réseau d'amis de la petite fille morte.

## Les personnages
- Lenore : personnage principal, c'est une petite fille morte de 10 ans qui vit seule dans une maison. Elle n'est pas consciente d'être morte et est très peu informée sur les notions de bien et de mal. Si elle tente de vivre une vie de petite fille normale, ses aventures ont toujours une issue tragique et sanguinolente. Elle a la particularité d'adorer les animaux et surtout les chats qui sont les victimes principales de ses meurtres accidentels.

- Ragamuffin : réanimé par Lenore, Ragamuffin est un ancien vampire transformé par une sorcière en une inoffensive poupée de chiffon. Il n'a d'autre choix que de devenir l'ami de Lenore puisqu'il ne peut la croquer.
- Mr Gosh : personnage décédé lui aussi, Mr Gosh porte un sac sur la tête et des boutons en guise d'yeux. Profondément et obsessionnellement amoureux de Lenore, il n'a de cesse de lui déclarer sa flamme. La petite fille, quant à elle,  passe son temps à l'assassiner.
- Taxidermy : voisin de Lenore, il possède une créature inconnue surnommée Malakaï. Taxidermy, avec sa tête de cerf empaillé, est le personnage le plus effrayant de l'histoire. Néanmoins, avec sa horde de bêtes empaillées, il s'avère être un allié de poids pour la petite fille.
- Kitty : ce n'est pas un personnage en particulier, mais il est toujours représenté par un chat mort que Lenore garde souvent auprès d'elle.

## Albums
- Lenore: Noogies, Slave Labor Graphics (1999), en France Semic (2006)
- Lenore: Wedgies, Slave Labor Graphics (2000), en France Semic (2007)
- Lenore: Cooties, Slave Labor Graphics (2005)

## Citation
« On a tous notre côté obscur ; je suis juste content que le mien ait pris l'apparence d'une mignonne petite fille morte ! » — Roman Dirge dans l'introduction de Noogies, le premier tome de Lenore.

## Adaptation
Certaines histoires de Lenore ont été adaptées en dessins animés pour le web ScreenBlast de Sony.